# Louis Van Steene
Louis Van Steene MAfr (* 5. Dezember 1913 in Antwerpen, Belgien; † 26. März 1983) war ein belgischer Ordensgeistlicher und römisch-katholischer Erzbischof von Bukavu.

## Leben
Louis Van Steene trat der Ordensgemeinschaft der Weißen Väter bei und empfing am 29. Juni 1938 das Sakrament der Priesterweihe. 
Am 7. November 1955 ernannte ihn Papst Pius XII. zum Titularbischof von Bennefa und zum Koadjutorvikar von Bukavu. Der Apostolische Vikar von Bukavu, Xavier Geeraerts MAfr, spendete ihm am 15. Januar 1956 die Bischofsweihe; Mitkonsekratoren waren der emeritierte Apostolische Vikar von Buta, Charles Alphonse Armand Vanuytven OPraem, und der Weihbischof in Mecheln, Honoré Marie Van Waeyenbergh. Am 8. März 1957 wurde Louis Van Steene in Nachfolge des zurückgetretenen Xavier Geeraerts MAfr Apostolischer Vikar von Bukavu.
Louis Van Steene wurde am 10. November 1959 infolge der Erhebung des Apostolischen Vikariats Bukavu zum Erzbistum erster Erzbischof von Bukavu. Am 24. Mai 1965 nahm Papst Paul VI. das von Van Steene vorgebrachte Rücktrittsgesuch an und ernannte ihn zum Titularerzbischof von Ausuccura. Louis Van Steene verzichtete am 20. September 1976 auf das Titularbistum Ausuccura.
Van Steene nahm an der ersten, zweiten und dritten Sitzungsperiode des Zweiten Vatikanischen Konzils teil.